# 満洲浪曼
満洲浪曼（まんしゅうろうまん）は、満洲国で発行された文学同人誌。
1938年から1941年に発行された。1932年から大連で発行されていた『作文』と並んで、満洲文学の中心となった同人雑誌である。

## 沿革
日本浪曼派の作家北村謙次郎は、1937年に満映の社員として新京に移住した。北村は政府弘報処の木崎竜（仲賢礼）と相談し、満日文化協会の杉村勇造の協力を得て、新京にいた若い文化人たちを同人として、1938年に『満洲浪曼』を発刊した。同人には、日本浪曼派であった緑川貢、横田文子や、逸見猶吉、大内隆雄、長谷川濬などが加わった。執筆した作家には、吉野治夫、今村栄治、坂井艶司、町原幸二、牛島春子、竹内正一、長谷川四郎、荒巻芳郎などがいた。ニコライ・バイコフの作品は『満洲浪曼』で日本人に初めて紹介された。
1940年5月には「満洲文学研究」と題した評論特集号を出す。このうち長谷川濬「建国文学試論」では満洲建国の理念に基づく「建国文学」が論じられ、また評論家西村真一郎は満洲文学が「日満一徳一心」の理解の元であるべきと説いた。「第八号転轍器」の作者日向伸夫は満洲文学を「この国の文学者がそれぞれの異なった独自性を根拠として生産する文学の集積」とし、吉野治夫は「満洲文学論とは満洲に将来いかなる文化を築いていくべきかの方向性の議論」と述べ、北村謙次郎は「国策だからと協和を口にし、建国精神に則るというので建国文学を名乗り出るのでない」「日本浪曼派を受け継ぐものでなく、いわばその氾濫であり実践でもある」と書いた。一方で、中国系作家の同人誌『芸文志』の王則は「既存の満洲文学と日本文学が交流するのは喜ばしい」と述べ、同じく『芸文志』の爵青は「現代満洲文学は……あらゆる悪条件に直面しながら奮い上がりつつある青年の抑圧された生活本能の呼声を表面化した必然的現象」という「面従腹背」的な姿勢を偲ばせていた。
『満洲浪曼』や『作文』『芸文志』の作家達は満洲文話会にも参加したが、1941年に満洲国弘報処から公布された「芸文指導要領」により、文話会も満洲芸文聯盟に一元化された。雑誌としての『満洲浪曼』は1940年11月の第六輯が最後となり、その後に「満洲浪曼叢書」として『春季作品集 僻土残歌』など5点を刊行したのち自然消滅した。

## 各号の概要
韓 2014, pp. 101–104による。

### 第一輯
刊行年月日：1938年10月27日
著作人：北村謙次郎
発行人：佐藤好郎
印刷人：高橋貞二
印刷所・発行所：文祥堂
同人：飯田秀世、今井一郎、木崎龍、北村謙次郎、坪井與、長谷川濬、松本光庸、矢原礼三郎、横田文子
定価：1円10銭
ページ数：274ページ
主な内容
小説
- 吉野治夫「姉妹のこと」
- 長谷川濬「伝説」
- 今村栄治「同行者」
- 田兵「アリヨーシヤ」
- 横田文子「白日の書」

詩（3篇）
- 坂井艶司「なめくぢの歌」
- 長谷川四郎「長城論」

評論
- 木崎龍、牛島春子、 藤川研一

### 第二輯
刊行年月日：1939年3月10日
著作人：長谷川濬
発行人：佐藤好郎
印刷人：高橋貞二
印刷所・発行所：文祥堂
同人：飯田秀世、今井一郎、木崎龍、北村謙次郎、坪井與、長谷川濬、松本光庸、矢原礼三郎、横田文子、逸見猶吉、大内隆雄、岡田壽之、荒牧芳郎（太字は新規）
定価：80銭
ページ数：176ページ
主な内容
小説
- 竹内正一「白眠堂徑徂」
- 長谷川濬「家鴨に乗つた王」
- 長谷川四郎「狂人日記」
- 青木藜吉「浮雲」
- 工清定「満洲の胎動」
- 用韋「魚骨寺の夜」
- 袁犀「隣三人」

詩（3篇）
- 逸見猶吉
- 坂井艶司

随筆
- 吉野治夫

評論
- 木崎龍

同人語

### 第三輯
刊行年月日：1939年7月23日
著作人：北村謙次郎
印刷所・発行所：文祥堂
同人：飯田秀世、今井一郎、木崎龍、北村謙次郎、坪井與、長谷川濬、松本光庸、矢原礼三郎、横田文子、逸見猶吉、大内隆雄、岡田壽之、荒牧芳郎、緑川貢（太字は新規）
定価：1円
ページ数：259ページ
主な内容
小説（8篇）
- ニコライ・バイコフ「マーシユカ」
- 古丁「昼夜」
- 北尾陽三
- 建国記念文芸当選作（2篇）

詩（5篇）
- 逸見猶吉
- 坂井艶司
- 矢原礼三郎
- 長谷川四郎
- 藤原定

随筆
- 町原幸二
- 緑川貢
- 坪井興（満映監督）
- 中村能行（脚本家）
- 池辺青李（画家）

俳句
特輯「文化機関当事者に訊く」
- 磯部秀見（国務院弘報処）
- 奥村義信（満洲事情案内所所長）
- 山崎末次郎（満洲国立図書館設置委員）
- 藤山一雄（中央博物館館長）
- 金沢覚太郎（新京放送局副局長）

評論（3篇）
- 西村真一郎「竹内正一論」
- 松本光庸「映画の作家精神」
- 木崎龍の「島村抱月論」

### 第四輯
刊行年月日：1939年12月15日
著作人：北村謙次郎
印刷所・発行所：文祥堂
定価：80銭
ページ数：212ページ
主な内容
満洲作家選集
小説（10篇）
- 長谷川濬「烏爾順河」
- 疑遅「梨花落つ」
- 北尾陽三の「虚脱」
- 大瀧重直「土の種子」
- 石軍「窓」
- 青木実「北辺」

評論（2篇）

### 第五輯
刊行年月日：1940年11月15日
編輯人：北村謙次郎
発行所：興亜文化出版社
定価：1円50銭
ページ数：250ページ
主な内容
満洲文学研究
- 第一部：一般的考察、本質的研究
- 第二部：側面的研究
- 第三部：作家作品論
- 第四部：特殊研究
- 第五部：綜合文化

執筆者：王則、辛嘉、西村真一郎、三好弘光、吉野治夫、丘益太郎

### 第六輯
刊行年月日：1940年11月15日
編輯者：北村謙次郎
発行者：石見栄吉
印刷者：鈴江一臣
発行所：興亜文化出版社
定価：1円60銭
ページ数：250ページ
主な内容
満洲浪曼新発足
小説（3篇）
詩（2篇）
劇曲（1篇）

## 満洲浪曼叢書
韓 2014, pp. 101, 104による。

### 春季作品集 僻土残歌
刊行年月日：1941年5月5日
編輯者：北村謙次郎
発行所：興亜文化出版社
定価：1円20銭
判型：B6
ページ数：250ページ
主な内容
- 檀一雄「僻土残歌」
- 鈴木啓佐吉「鉄路機廠」
- 長谷川濬「鷺」
- 檀一雄「樹々に匐ふ魚」
- 苦土「皮鞋」
- 北尾陽三「私の平凡な生活の記録」

附録
- 「白系露人作家紹介」

### 明暗
刊行年：1941年5月5日
著者：北尾陽三
判型：A6

### 或る時代
刊行年：1942年9月25日
著者：大内隆雄
判型：A6

### 愛情の緩急
刊行年：未詳
著者：鈴木啓佐吉
判型：A6

### 流沙香綺譚
刊行年：1942年
著者：鳥羽亮吉
判型：A6

## 復刻版
1. 呂元明［監修］、鈴木貞美［監修］、劉建輝［監修］『『満洲浪曼』第一輯』ゆまに書房〈満洲浪曼 第一巻〉、2002年。ISBN 978-4843306468。
2. 呂元明［監修］、鈴木貞美［監修］、劉建輝［監修］『『満洲浪曼』第二輯』ゆまに書房〈満洲浪曼 第二巻〉、2002年。ISBN 978-4843306475。
3. 呂元明［監修］、鈴木貞美［監修］、劉建輝［監修］『『満洲浪曼』第三輯』ゆまに書房〈満洲浪曼 第三巻〉、2002年。ISBN 978-4843306482。
4. 呂元明［監修］、鈴木貞美［監修］、劉建輝［監修］『『満洲浪曼』第四輯』ゆまに書房〈満洲浪曼 第四巻〉、2002年。ISBN 978-4843306499。
5. 呂元明［監修］、鈴木貞美［監修］、劉建輝［監修］『『満洲浪曼』第五輯』ゆまに書房〈満洲浪曼 第五巻〉、2002年。ISBN 978-4843306505。
6. 呂元明［監修］、鈴木貞美［監修］、劉建輝［監修］『『満洲浪曼』第六輯』ゆまに書房〈満洲浪曼 第六巻〉、2002年。ISBN 978-4843306512。
7. 呂元明［監修］、鈴木貞美［監修］、劉建輝［監修］『満洲浪曼叢書『僻土残歌』』ゆまに書房〈満洲浪曼 第七巻〉、2002年。ISBN 978-4843306529。
8. 呂元明［監修］、鈴木貞美［監修］、劉建輝［監修］『『満洲浪曼』研究』ゆまに書房〈満洲浪曼 別巻〉、2002年。ISBN 978-4843306536。